# Franciska Rimska
Sveta Franciska Rimska, pravoga imena Francesca Bussa de Leoni, talijanska mističarka, majka šestero djece, asket i svetica Rimokatoličke Crkve. Kanonizirana je 1608., a papa Pio XII. proglasio ju je zaštitnicom vozača. Štuje se i kao zaštitnica udovica. Bila je promicateljicom pobožnosti Srcu Isusovu i anđelu čuvaru te molitve za duše u čistilištu. Živjela je pokornički, jedući samo povrće i odijevajući se u kostrijet. Prema zapisima njezina ispovjednika, svećenika Giovannija Mattiottija, doživjela je viđenja čistilišta, kroz koje ju je, prema Mattiottijevim zapisima, proveo arkanđeo Rafael. Također, imala je viđenja raja, pakla i završetka Zapadnog raskola.
Rođena je u dobrostojećoj aristokratskoj obitelji, ali je još kao djevojčica, zajedno s majkom Jacobelle de Roffredeschi dijelila milostinju siromasima i obilazila rimske crkve i grobove mučenike. Iako se željela posvetiti redovništvu, na očev se zahtjev udala za plemića Lorenza Ponzianija, s kojim imade šestero djece. Nakon suprugove smrti, pridružila se bratovštini Oblata, koju je utemeljila 1433. radi skrbi za siromahe i bolesnike. Za života su joj se u karitativnom radu pridužile brojne Rimljanke. Cijeli život provela u Rimu, u razdoblju tzv. Zapadnog raskola i Avignonskog papinstva te borbi dviju moćnih rimskih plemićkih obitelji, Colonna i Orsini. I danas se štuje kao jedna od zaštitnica Grada Rima.
Za potrebe kanonizacije, višegodišnjim ispitivanjima utvrđena je autentičnost njezinog neraspadnutog tijela nekoliko mjeseci nakon smrti. Grob joj je pronađen 2. travnja 1638., a pronađene kosti prenesene su u crkvu Santa Maria Nova 9. ožujka 1649., na njezin spomendan. God. 1869. tijelo joj je ekshumirano i postavljeno u stakleni lijes za štovanje. Crkva u kojoj je pokopana neslužbeno se naslovljava i crkvom sv. Franciske Rimske.